# Комуніо
Комуніо (лат. communio причастя), в богослужінні католиків — антифон меси, виконуваний під час причастя парафіян, причетний антифон.

## Коротка характеристика
Комуніо відноситься до циклу  піснеспів меси пропріо та змінюється залежно від конкретного календарного свята. З точки зору форми комуніо, як і будь-який антифон, традиційно виконувалося з псалмом того ж тону, в якому написаний антифон; після кожного псалмового віршу  («Версу») антифон повторювався (тобто виконував функцію рефрену). Починаючи з пізнього Середньовіччя (також у сучасному скороченому богослужінні) виконується лише антифон, без псалмів. Мелодика найдавніших комуніо, зазвичай, невматичного типу  («Dicit Dominus» VI тону). Пізніші за походженням комуніо містять значні розспіви тексту (див. Мелізматичний спів); до останніх належить, наприклад, «Unam petii» (VII тон), мелодія якого відома також як великий респонсорій.
З точки зору гармонії невирішеною залишається проблема ідентифікації ладу в мелодично розвинених комуніо (таких як, наприклад, «Beatus servus»). Уже в Середні століття типовим стає віднесення одного і того ж комуніо до різних ладів. Відомий американський музикознавець-медієвіст Джеймс Маккіннон вважав, що причина «ладової нестабільності» (англ. modal instability) у таких комуніо, «мабуть, якось пов'язана з їх пізнім впровадженням в римський (співочий) репертуар».

## Комуніо в інших традиціях
Причастя в православному та протестантському богослужінні також супроводжується музикою. У лютеранстві (оригінальний термін Sub communione) це, зазвичай, інструментальна музика, що виконується на органі.